# 雙極星雲

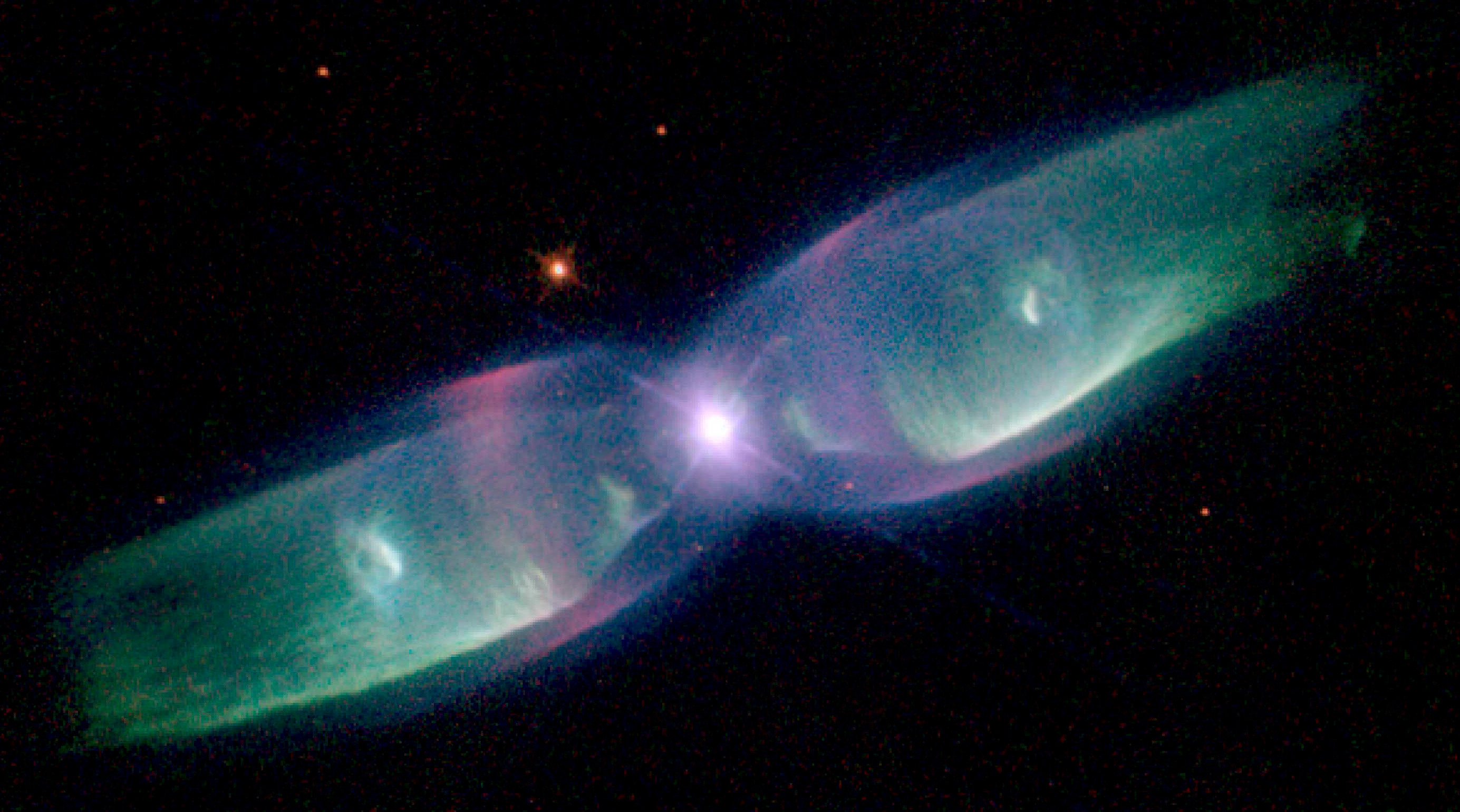
行星狀星雲M2-9，也被稱為雙噴流星雲或蝶翼星雲，是雙集或雙瓣星雲的好例子。

雙極星雲的特徵是有著獨特的波瓣形成軸對稱的星雲。
許多，但不是全部，行星狀星雲在觀測上展現出雙極的結構。這可能是有直接關連的兩種類型星雲，在星雲的發展中是一種在之前的或將取代另一個。I

## 形成
雖然還不知道構成星雲的確實成因，它可能是一種稱為偶極外向流的物理過程，即恆星將高能量的粒子拋出成為由兩極向外流出的流束現象。一種理論認為這些流出物會與環繞在恆星周圍的物質碰撞（可能是星際塵埃，或是在早先的超新星事件中環繞在周圍的殼層）。

## 例子
- 環繞著海山二的侏儒星雲[1]
- 哈伯 5[2]
- M2-9：行星狀星雲的蝴蝶星雲[3]
- OH231.8+4.2：葫蘆星雲或腐蛋星雲 [4]
- 螞蟻星雲：Mz3或Menzel 3[5]
- CRL 2688：蛋星雲[6]
- HD 44179：紅矩形星雲[7]
- MyCn18：沙漏星雲[8]
- He2-104：南蟹狀星雲[9]
- 回力棒星雲[10]
- NGC 2346：也稱為蝴蝶NGC 2346[11]